# Oxyhaloa kitensis
Oxyhaloa kitensis är en kackerlacksart som beskrevs av Alphonse Trémeau de Rochebrune 1883. Oxyhaloa kitensis ingår i släktet Oxyhaloa och familjen jättekackerlackor. Inga underarter finns listade i Catalogue of Life.